# One Piece The Movie: Dead End no Bōken
One Piece The Movie: Dead End no Bōken (яп. ONE PIECE THE MOVIE デッドエンドの冒険, Wan Pīsu Za Mūbī: Deddo Endo no Bōken, укр. One Piece: Тупикова Пригода) — японський анімаційний фільм 2003 року, режисером якого є Коносуке Уда, і сценаристом Йошіюкі Суга. Це четвертий анімаційний фільм серії манги/аніме One Piece та перший повнометражний фільм франшизи, випущений незалежно від будь-яких подій Toei Anime Fair. Прем'єра відбулася 3 березня 2003 року. Шукаючи грошей, пірати з Солом’яного капелюху вступають у таємничі перегони між піратськими командами, відомі як Тупикова Регата. Тут їм доведеться боротися проти могутніх ворогів, включаючи мисливця за головами, який хоче вбити капітана Гаспарда, який став піратом після служби у морській флотилії.

## Сюжет
У припортовому містечку у пабі пірати Солом’яного капелюха, знову опинившись без грошей, стають свідками підозрілої угоди між клієнтом та господарем. Намі одразу відчуває запах грошей і намагається переконати господаря віддати їй будь-яку інформацію, яку він надав покупцеві. Інші члени Солом’яного капелюха приєднуються до неї, і скоро він погоджується. Він проводить їх до заднього двору, за яким вони знаходять довгий та звивистий тунель. Цей тунель веде до великої підземної зали, де зібралися різні піратські команди. Острів, на якому вони опинились, виявляється стартовою точкою для перегонів на воді, де немає правил і все дозволено. З одного боку, Солом'яні капелюхи сумніваються, чи варто брати участь у гонках, адже в них беруть участь два велетні і команда рибалок, які колись були суперниками банди Арлонга. Але, дізнавшись про розмір призового фонду, вони вирішують, що не можуть пройти повз. Вони отримують від букмекера компас, який вказує шлях до фінішу гонки. Внизу в залі є безкоштовна їжа, і Луффі не може втриматись від спокуси. Його звичка красти чужу їжу швидко розлючує мисливця за головами Шурайю Баскуду, а також групу чоловіків на чолі з Гаспардом. Гаспард — відставний морський офіцер, чия нагорода більше ніж утричі вища за Луффі, і він вважається фаворитом перегонів. Починається бій, і Луффі і Шурайя б'ються з людьми Гаспарда.
Вони опиняються перед самим генералом, який вражений їхньою майстерністю і пропонує працювати під його керівництвом. Звісно, вони відмовляються, але Луффі знаходить образливі слова, і його захоплює правець Гаспарда, Нідлс. Мужність Луффі вражає Гаспарда ще більше, він поновлює пропозицію, наказує Нідлсу відпустити Луффі і йде. Наступного ранку сильна океанська течія запускає гонку, штовхаючи кораблі через острів. Як тільки вони подолали вершину, екіпажі починають стріляти бортами, абордувати один одного і зіштовхувати з води, але після того, як острів залишено позаду, поле швидко очищується, даючи Солом'яним капелюхам час для їжі. Зоро знаходить хлопця на ім’я Анагума, який заховався на кораблі, щоб заробити гроші, вбивши пірата і купивши ліки для свого прийомного діда, що працює інженером на частково паровому кораблі Гаспарда. Після ще однієї битви з суперниками і зустрічі з великими морськими королями, вони досягають острова, на який вказує компас, але виявляється, що компаси були неправильно підписані і привели флот піратів прямо під вогонь гармат укріплення Наварона. Луффі одразу розуміє, хто в цьому винен, і вони, використовуючи нюх Чоппера, намагаються наздогнати корабель Гаспарда. Шурайя, який приєднався до корабля Гаспарда, вирішує помститися за вбивство його батьків і сестри. Він б'ється з Нідлсом і викидає його за борт, але не має шансів проти Логії Гаспарда, який може перетворювати своє тіло в рідку або тверду цукерку. Генерал майже вбиває Шурайю, коли Солом'яні капелюхи з’являються і привертають його увагу. Луффі вступає в бій, але кожна його атака призводить до того, що кінцівки застряють в тілі Гаспарда. Лише після того, як Санджі дає Луффі два мішки з борошном, він долає ворога. Виявляється, Анагума — це дівчина, і сестра Шурайї, Адель Баскуд. З усуненими конкурентами Солом'яні капелюхи майже досягають мети перегонів, коли з’являється флот військових кораблів, змушуючи їх відмовитись від призових, адже винагорода за Луффі тепер значно вища, ніж за Гаспарда.